# Stade Jacques Chaban-Delmas
El Stade Jacques Chaban-Delmas, anteriormente Stade Parc Lescure, es un estadio situado en la ciudad de Burdeos, en Aquitania (Francia). Servía de sede habitual al Girondins de Burdeos hasta 2015, cuando el club se trasladó al Estadio Matmut Atlantique. El estadio sirve actualmente al Union Bordeaux Bègles de la Liga francesa de rugby.

## Historia
Fue construido en 1935 sobre un antiguo velódromo inaugurado el 30 de marzo de 1924 para ser sede de la Copa del Mundo de 1938, fue el primer estadio en el mundo en tener las tribunas completamente techadas sin ningún pilar que obstaculizara la visibilidad del público y posee el túnel de vestuarios más grande de Europa con 120 m hasta el campo. Llevó el nombre de "Parc Lescure" hasta el año 2001, en que se cambió el nombre por el del recién fallecido alcalde durante casi 50 años de Burdeos, Jacques Chaban-Delmas.

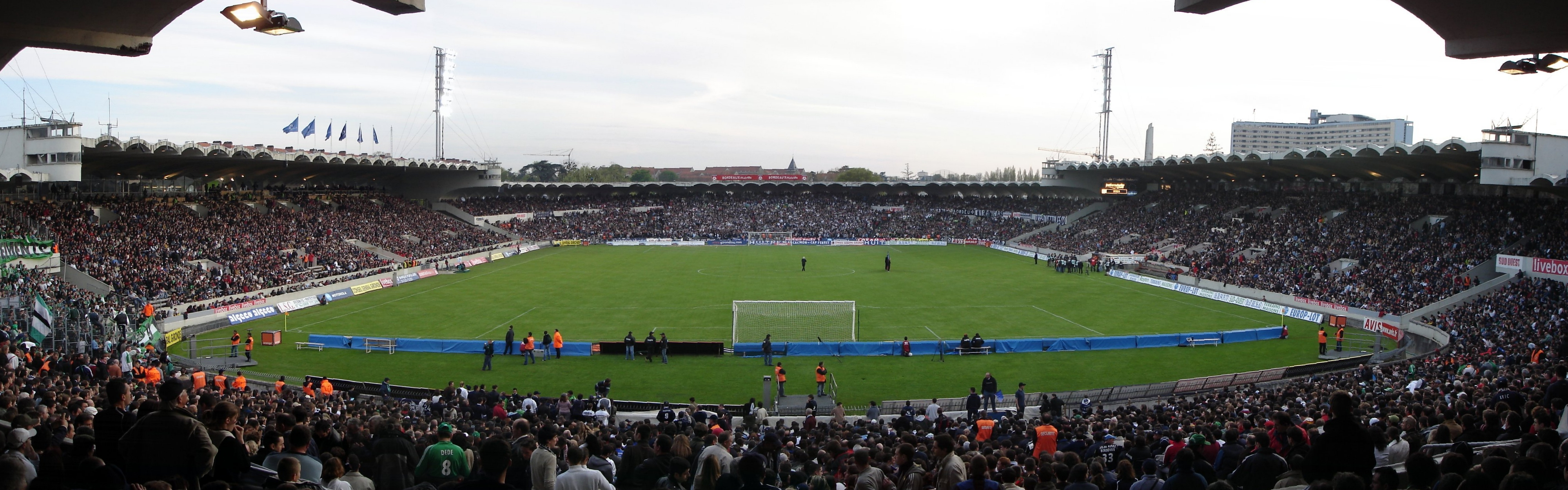
Imagen panorámica.

## Eventos disputados

### Copa Mundial de Fútbol de 1938
En la Copa Mundial de Fútbol de 1938, celebrada en Francia, se realizaron dos partidos en este escenario, uno que enfrentó a la selección de Brasil con la de Checoslovaquia en cuartos de final con el resultado de 1-1 y rejugado 2 días después con victoria para Brasil por 2-1; y el que definió el tercer lugar entre las selecciones de Brasil y Suecia, el cual favoreció a los sudamericanos 4-2.
| Fecha               | Selección #1 | Resultado    | Selección #2   | Ronda                     | Espectadores |
| ------------------- | ------------ | ------------ | -------------- | ------------------------- | ------------ |
| 12 de junio de 1938 | Brasil       | 1 - 1 (t.e.) | Checoslovaquia | Cuartos de final          | 22 021       |
| 14 de junio de 1938 | Brasil       | 2 - 1        | Checoslovaquia | Cuartos de final (replay) | 18 141       |
| 19 de junio de 1938 | Brasil       | 4 - 2        | Suecia         | Tercer lugar              | 12 000       |

### Copa Mundial de Fútbol de 1998
El estadio albergó seis partidos de la Copa Mundial de Fútbol de 1998.
| Fecha               | Selección #1 | Resultado | Selección #2   | Ronda                 | Espectadores |
| ------------------- | ------------ | --------- | -------------- | --------------------- | ------------ |
| 11 de junio de 1998 | Italia       | 2 - 2     | Chile          | Primera fase, Grupo B | 31 800       |
| 16 de junio de 1998 | Escocia      | 1 - 1     | Noruega        | Primera fase, Grupo A | 31 800       |
| 20 de junio de 1998 | Bélgica      | 2 - 2     | México         | Primera fase, Grupo E | 31 800       |
| 24 de junio de 1998 | Sudáfrica    | 2 - 2     | Arabia Saudita | Primera fase, Grupo C | 31 800       |
| 26 de junio de 1998 | Argentina    | 1 - 0     | Croacia        | Primera fase, Grupo H | 31 800       |
| 30 de junio de 1998 | Rumania      | 0 - 1     | Croacia        | Octavos de final      | 31 800       |

### Mundial de Rugby 2007
En el estadio se disputaron cuatro encuentros de la Copa Mundial de Rugby de 2007.
| Fecha                    | Selección #1 | Resultado | Selección #2 | Ronda                 | Espectadores |
| ------------------------ | ------------ | --------- | ------------ | --------------------- | ------------ |
| 9 de septiembre de 2007  | Irlanda      | 32 - 17   | Namibia      | Primera fase, Grupo D | 33 945       |
| 15 de septiembre de 2007 | Irlanda      | 14 - 10   | Georgia      | Primera fase, Grupo D | 34 211       |
| 25 de septiembre de 2007 | Canadá       | 12 - 12   | Japón        | Primera fase, Grupo B | 30 500       |
| 29 de septiembre de 2007 | Australia    | 37 - 6    | Canadá       | Primera fase, Grupo B | 33 805       |